# کاخ سلطنتی استکهلم
کاخ سلطنتی استکهلم اقامتگاه رسمی پادشاه سوئد است. این کاخ در نزدیکی ساختمان پارلمان سوئد و همچنین کلیسای جامع استکهلم، در گَملا سْتان شهر استکهلم واقع شده‌است. امروزه خانواده سلطنتی سوئد در کاخ دروتنینگهلم در حومه استکهلم زندگی می‌کنند، اما دفتر کار پادشاه و ملکه هنوز در کاخ استکهلم قرار دارد.
نخست در قرن سیزدهم میلادی در این محل دژی بنا شده بود که به مرور زمان توسعه یافت و به کاخ تری کرونور (در زبان سوئدی به معنی سه تاج) بدل شد. اما کاخ تری کرونور در اثر آتش‌سوزی در سال ۱۶۹۷ از بین رفت و کاخ فعلی در همان محل بنا شد. عملیات احداث کاخ فعلی به مدت ۶۳ سال یعنی تا سال ۱۷۶۰ به طول انجامید.
این کاخ دارای ۱۴۳۰ اتاق است که از این بین ۶۶۰ اتاق دارای پنجره هستند و یکی از بزرگ‌ترین کاخ‌های سلطنتی دنیا است که همچنان کاربری اصلی خود را حفظ کرده.

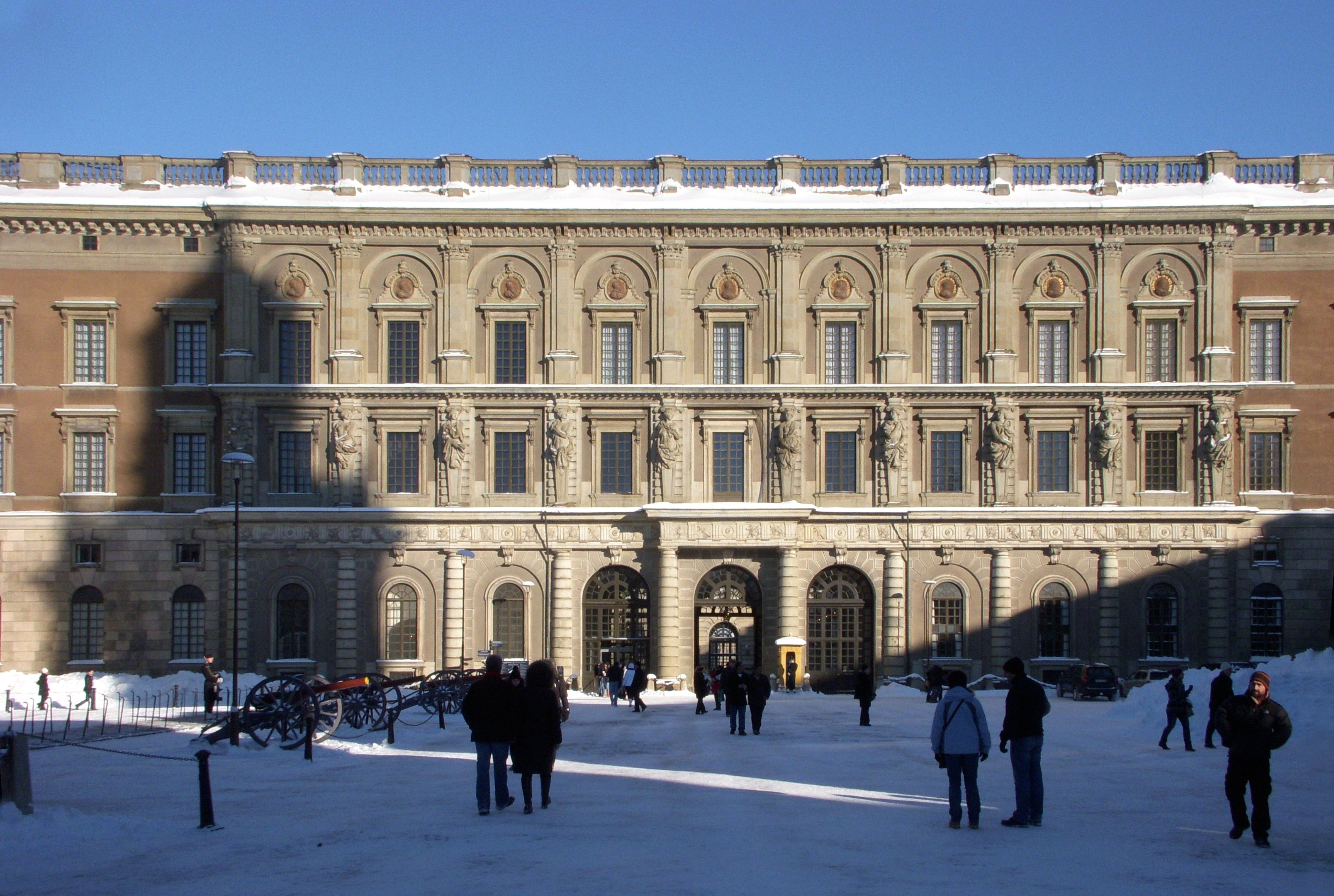
نمای غربی
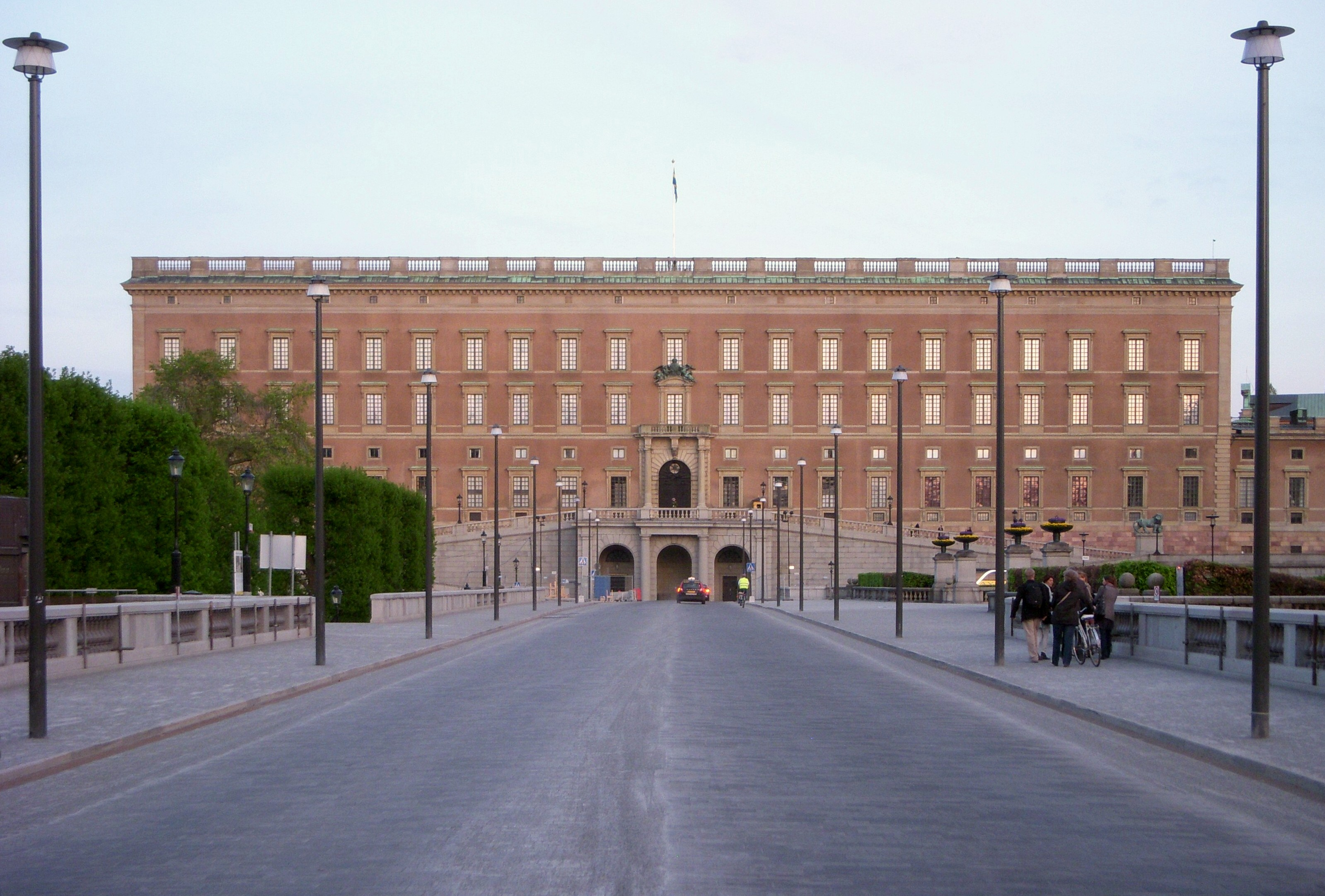
نمای شمالی
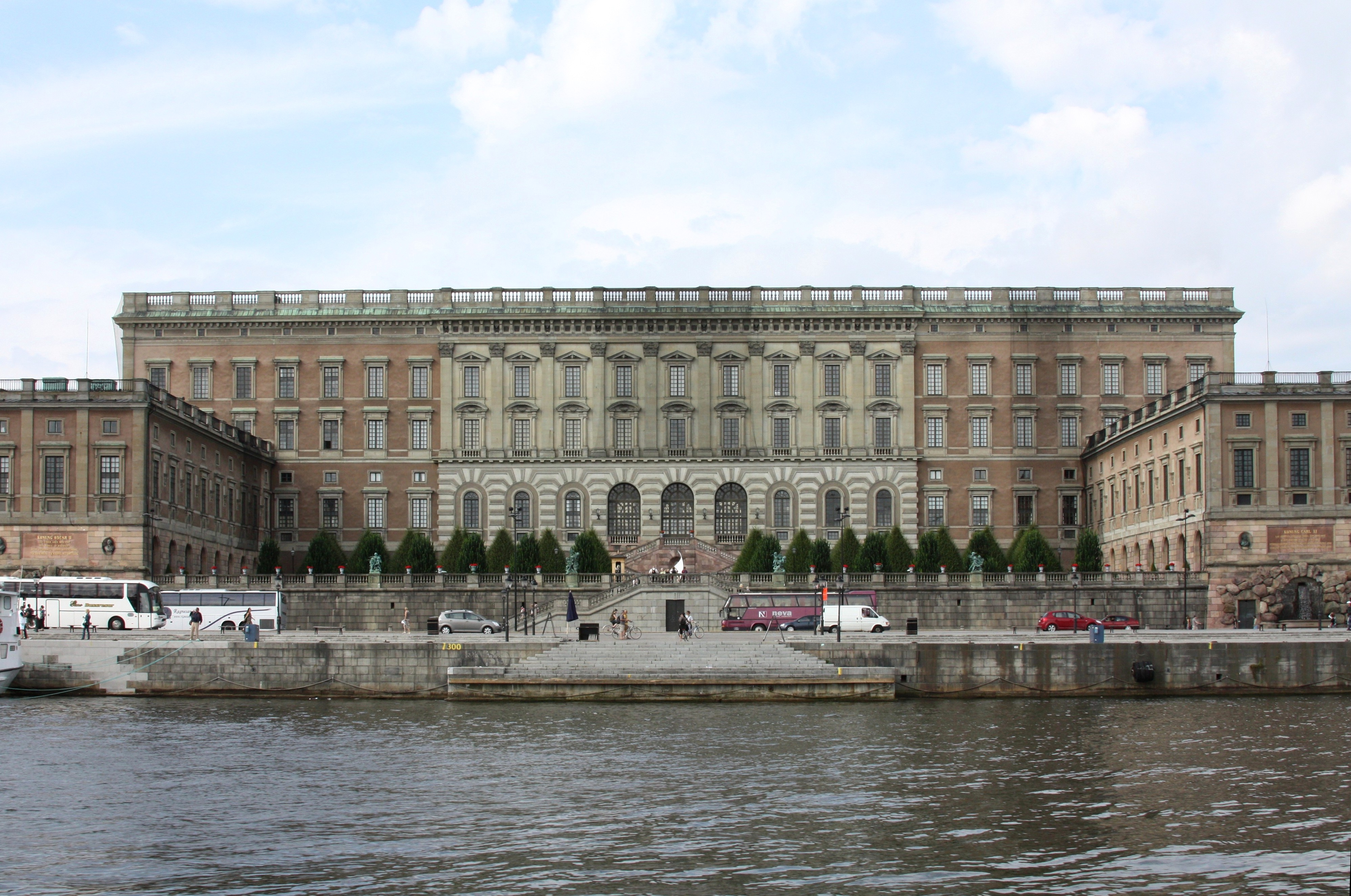
نمای شرقی
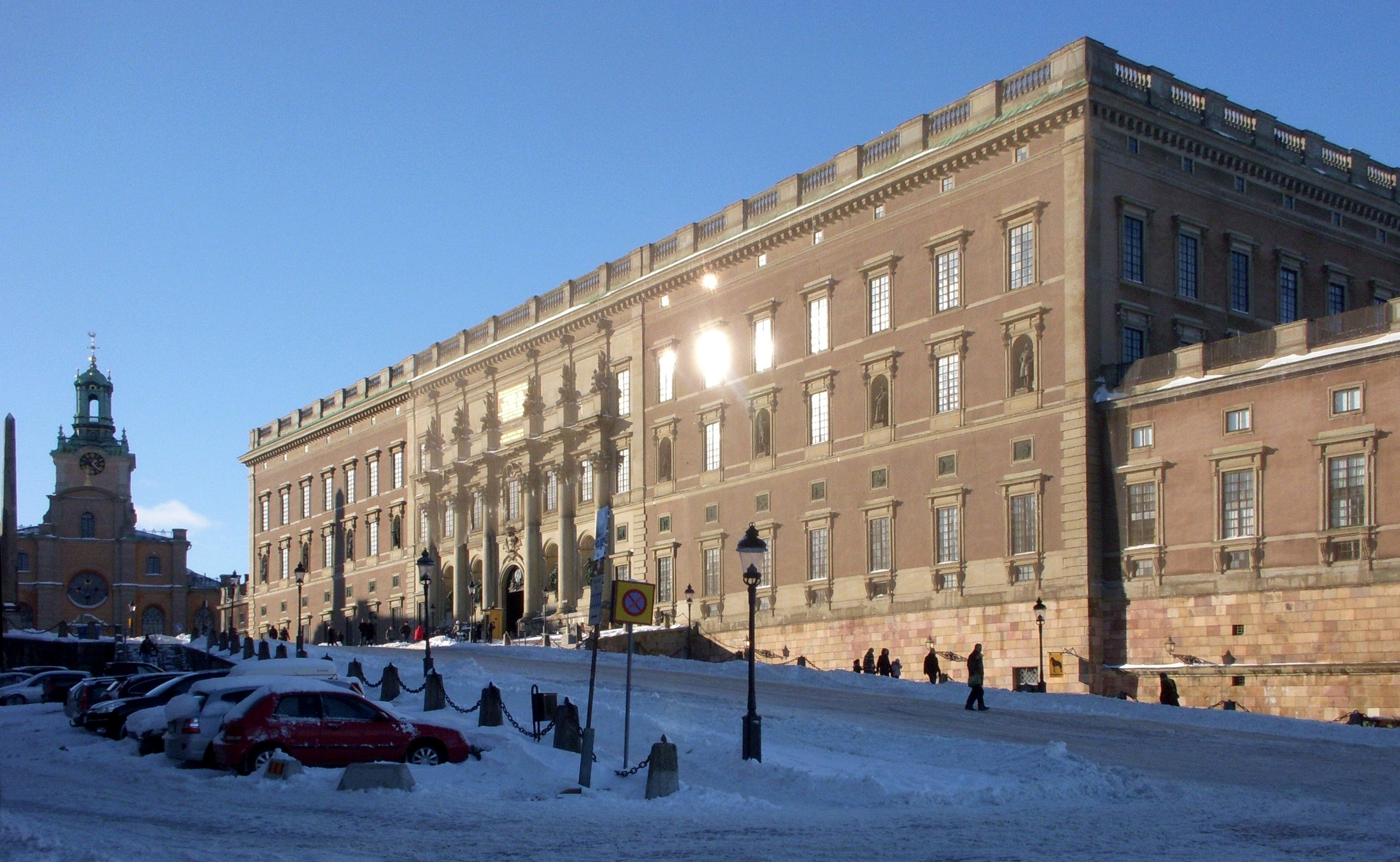
نمای جنوبی